# Sirajdikhan
Sirajdikhan är ett underdistrikt i Bangladesh. Det ligger i den centrala delen av landet. Huvudstaden Dhaka ligger i Sirajdikhan.
Trakten runt Sirajdikhan består till största delen av jordbruksmark. Runt Sirajdikhan är det mycket tätbefolkat, med 4 188 invånare per kvadratkilometer.